# 松本俊夫
松本俊夫（1932年3月25日—2017年4月12日）是一位日本電影導演、作家、電影理論家、影像藝術家，他出身自愛知縣名古屋市。

## 生平
1932年，松本俊夫出生在名古屋市。1955年，松本俊夫畢業於東京大学文学部美学美術史学科，進入新理研電影公司。
1959年，松本俊夫退出新理研電影公司。
1969年，松本俊夫執導『薔薇の葬列』。
1980年，松本俊夫就任九州艺术工科大学及大学院教授。
1985年，松本俊夫就任京都艺术短期大学教授。
1991年，松本俊夫就任京都造形艺术大学及教授。
1999年，松本俊夫日本大学芸術学部研究所教授。
2002年，松本俊夫就任日本大学大学院芸術学研究科客員。
2012年，松本俊夫日本大学大学院芸術学研究科客員教授。
2017年4月12日，松本俊夫因腸閉塞去世。

### 電影作品
劇情長片
- 《薔薇的葬禮（日语：薔薇の葬列）》（1969年）
- 《修羅》（1971年）
- 《十六歳戰爭（日语：十六歳の戦争）》（1973年）
- 《腦髓地獄（日语：ドグラ・マグラ）》（1988年）

## 外部連結
- Toshio Matsumoto在互联网电影资料库（IMDb）上的資料（英文）